# District municipal de Ga ouest
Pour les articles homonymes, voir Ga.
Le District municipal de Ga ouest (Ga West Municipal District, en Anglais) est l’un des 10 districts de la Région du Grand Accra au Ghana.

## Villes et villages du district
| - Ga |

## Sources
- (en) Site de Ghanadistricts